# Ер Вануату
Ер Вануату (енгл. Air Vanuatu) је национална авио-компанија Вануатуа са седиштем у Порт Вила. Компанија лети на редовним путничким летовима до дестинација у Аустралији, Новом Зеланду и местима у јужном Пацифику. Главна база авио-компаније се налази на аеродрому Порт Вила, али такође постоји и још један хаб на аеродрому Санто-Пекао.

## Историја
Авио-компанија је од почетка била позната као Њу Хебридс ервејз али је 1981. године променила име у Ер Вануату након независности од Велике Британије и Француске 1980. године. Власник авио-компаније је Влада Вануатуа од децембра 1987. Ер Вануату је 2004. купила Ванер.
Ер Вануату је прославила своју двадесетогодишњицу децембра 2007.

## Редовне линије
Ер Вануату лети до следећих дестинација (стање од марта 2008):

### Домаћи летови
Ер Вануату лети до 28 домаћих дестинација:

#### Малампа
- Крејг Ков (Аеродром Крејг Ков)
- Ламап (Аеродром Малекула острва)
- Норсуп (Аеродром Норсуп)
- Пама (Аеродром Пама)
- Саут Вест беј (Аеродром Саут Вест беј)
- Улеи (Аеродром Улеи)

#### Пенама
- Валаха (Аеродром Валаха)
- Лонгана (Аеродром Лонгана)
- Маево (Аеродром Маево-Наоне)
- Редклиф (Аеродром Редклиф)
- Сара (Аеродром Сара)

#### Санма
- Лонороре (Аеродром Лонороре)
- Луганвил (Аеродром Санто-Пекоа)

#### Шефа
- Валесдир (Аеродром Валесдир)
- Емае (Аеродром Сиво)
- Ламен беј (Аеродром Ламен беј)
- Порт Вила (Аеродром Порт Вила) Хаб
- Тонгоа (Аеродром Тонгоа)

#### Тафеа
- Анатом (Аеродром Анатом)
- Анива (Аеродром Анива)
- Дилонс беј (Аеродром Дилонс беј)
- Ипота (Аеродром Ипота)
- Тана (Аеродром Вајт грас)
- Футуна острва (Аеродром Футуна)

#### Торба
- Гауа (Аеродром Гауа)
- Мота Лава (Аеродром Мота Лава)
- Сола (Аеродром Сола)
- Торесова острва (Аеродром Торес)

### Међународни летови
Ер Вануату лети до 6 међународних дестинација у Океанији:

#### Аустралија
- Бризбејн (Аеродром Бризбејн)
- Мелбурн (Аеродром Таламарин)
- Сиднеј (Аеродром Кингсфорд Смит)

#### Нова Каледонија
- Нумеа (Аеродром Ла Тонтоута)

#### Нови Зеланд
- Окланд (Аеродром Окланд)

#### Фиџи
- Нади (Аеродром Нади)

#### Соломонска острва
- Хониара (Аеродром Хониара)

## Флота
Флота Ер Вануату састоји се од следећих авиона (стање од 27. децембра 2008):
- 1 Боинг 737-800
- 1 АТР 42-300
- 2 Бритен-Норман БН2А Ајландер
- 2 де Хавиланд Канада ДХЦ-6 Твин Отер
- 2 Харбин И-12